# Хайуэй, Стив
Стивен Дерек Хайуэй (англ. Stephen Derek Heighway; род. 25 ноября 1947, Дублин), более известный как Стив Хайуэй (англ. Steve Heighway) — ирландский футболист английского «Ливерпуля» 1970-х, левый крайний полузащитник. Впоследствии руководил Академией «Ливерпуля».

## Карьера игрока
Стивен родился в Дублине, однако с раннего возраста жил в Англии, где он учился сначала в Шеффилде, а потом в Стокпорте. Его футбольный талант долго время оставался незамеченным серьёзными клубами, а потому Хайуэй решил посвятить своё время учёбе и поступил в Университет Уорик, где с 1966 года он начал изучать экономику. Параллельно он играл за любительский клуб «Скелмерсдейл Юнайтед».
В 1970 году, когда он готовился к выпускным экзаменам, Стива заметили скауты «Ливерпуля», который тогда возглавлял Билл Шенкли. Шенкли как раз собирался серьёзно омолаживать состав своей команды. В мае 1970-го Хайуэй перешёл в «Ливерпуль».
Стив быстро стал основным игроком «Ливерпуля» и оставался им в течение следующих десяти лет и при Шенкли, и при сменившем его Бобе Пейсли.
В 1977 году Хайуэй помог «красным» завоевать первый в их истории кубок европейских чемпионов. В финальном матче против «Боруссии» Мёнхенгладбах в Риме два из трёх голов «Ливерпуля» были забиты с подач Стива.
В 1981 году он отправился в США, где выступал за «Миннесота Кикс». В 1982 году он завершил карьеру игрока, проведя в составе хозяев «Энфилда» за 12 лет 444 игры и забив в них 76 голов.
В 2006 году в голосовании по определению лучшего игрока клуба всех времен, в котором приняли участие свыше ста тысяч болельщиков «Ливерпуля», Стив Хайуэй занял 23-е место. Стив Хайуэй упоминается в одной из самых известных песен фанатов «Ливерпуля» «The Fields of Anfield Road».

## Карьера тренера
В 1989 году Стив был приглашён в Академию «Ливерпуля», которую вскоре возглавил. За время его работы первую команду клуба пополнили такие воспитанники, как Стив Макманаман, Робби Фаулер, Майкл Оуэн, Джейми Каррагер, Стивен Джеррард и другие. 26 апреля 2007 года было объявлено, что Хайуэй покидает Академию. В конце октября 2014 года, Стив Хайуэй вернулся в клубную систему «Ливерпуля» на общественных началах.

## Достижения

### Игрок
- Чемпион Англии (1973, 1976, 1977, 1979)
- Обладатель Кубка европейских чемпионов (1977, 1978, 1981)
- Обладатель Кубка Англии (1974)
- Обладатель Кубка УЕФА (1973, 1976)
- Обладатель Кубка Футбольной иги (1981)
- Обладатель Суперкубка Европы (1977)
- Обладатель Суперкубка Англии (1974, 1976, 1977, 1979)

### Директор Академии
- Молодёжный кубок Англии (1996, 2006, 2007)